# 岡山市立中央図書館
岡山市立中央図書館（おかやましりつちゅうおうとしょかん）は、岡山県岡山市北区にある市立図書館である。

## 沿革
- 1982年5月26日 - 新築工事に着手する。
- 1983年
  - 3月31日 - 新築工事が完了する。
  - 4月27日 - 開館式を挙行する。
- 1984年7月7日 - 敷地内に、坪田譲治文学碑が完成する。
- 1987年3月19日 - 日本図書館協会建築賞優秀賞を受賞する。
- 1989年4月4日 - 図書館システムのコンピューターが本稼動[1]する。
- 1999年4月1日 - 敷地内に、旭東幼稚園旧園舎の復元が完成する。
- 2004年12月21日 - 図書館電算システムの全面的な見直しを行い、インターネット予約を開始する。
- 2012年3月1日 - コンピュータシステムを全面更新する。
- 2013年4月27日 - 開館30周年を迎える。
- 2021年10月1日 - 築38年が経過し老朽化による施設の劣化に対応するため、施設のバリアフリー化、LED化、カーペットや壁紙の新調などの大規模改修工事が始まる[2]。
- 2022年1月21日 - 岡山市業務継続計画（BCP）に基づき、新型コロナウイルス感染症対策業務（保健所業務）に職員を派遣することに伴い、市内の図書館並びに公民館が当面の間臨時休館となる[3]。
  - 4月27日 - 大規模改修工事が完了し再開館する[4]。

## 施設概要
- 延床面積　6415.49平方メートル

## 開館時間
- 総合図書館
  - 火曜・水曜・金曜・土曜・日曜：午前10時-午後6時
  - 木曜：午前11時-午後7時

## 休館日
- 毎週月曜日
- 祝日
- 第二日曜日
- 年末年始
- 図書資料等の特別整理期間（10月に2週間程度）

## 蔵書数
- 約94.6万冊（2022年現在）

## アクセス
- 岡山電気軌道清輝橋線清輝橋停留場下車、徒歩約12分
- 岡山駅・天満屋方面から岡南営業所（岡電バス・両備バス）下車徒歩約6分